# Xênia de São Petersburgo
Xênia Grigoryevna Petrova (Russo: Ксения Григорьевна Петрова), também conhecida como Santa Xênia de São Petersburgo (Russo: Святая блаженная Ксения Петербургская), (São Petesburgo, c. 1719–1730 – c. 1803) é uma das patronas da cidade de São Petersburgo. Segundo conta sua história, doou todos os seus bens aos pobres após a morte de seu marido.

## Vida
Seu marido era o Coronel Andrey Fyodorovich Petrov, um cantor da Catedral de Santo André. Após a sua morte, Xênia vagou pelas ruas de São Petersburgo, geralmente vestindo o uniforme militar de seu falecido esposo, por cerca de 45 anos. 
Por seu estilo de vida ascético, Xênia foi intitulada "louca por Cristo" pela ortodoxia.

## Glorificação

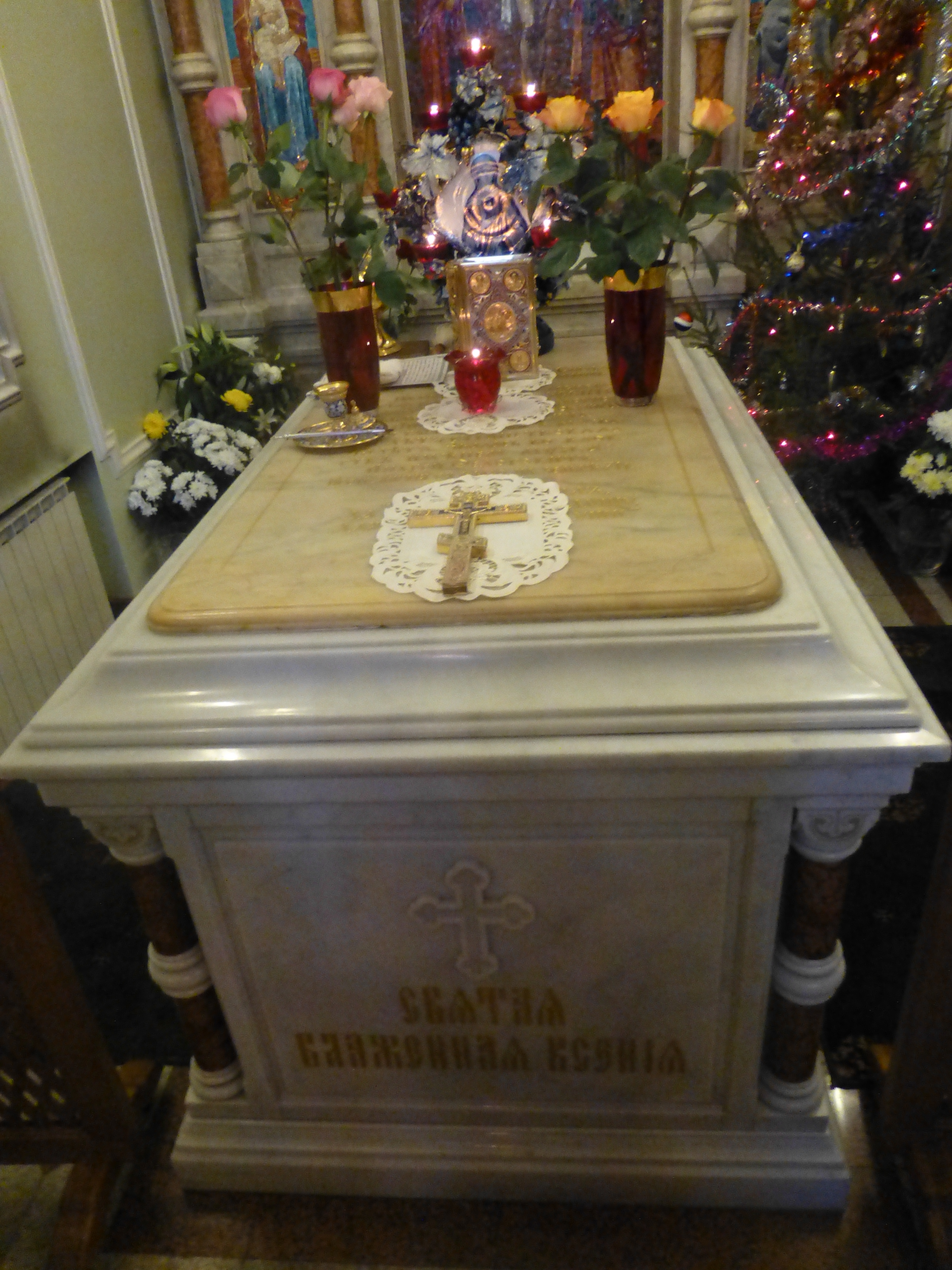
Sarcófago de Xênia em sua capela mortuária no Cemitério Smolensk, em São Petersburgo

Ela foi glorificada pela Igreja Ortodoxa Russa no Exterior em 24 de setembro de 1978 (11 de setembro de 1978 no Velho Calendário) na Catedral de Nossa Senhora do Sinal em Nova York, nos Estados Unidos, e pela Igreja Ortodoxa Russa em 6 de junho de 1988, durante um Concílio. O dia de sua festa é 24 de janeiro no Velho Calendário, que é 6 de fevereiro no Novo Calendário.
Como santa, Xênia é conhecida pelas suas intercessões em ajudar com emprego, casamento, incêndios, crianças desaparecidas e com os mendigos. Ela é venerada em diversos países. Existem cerca de 40 igrejas e capelas em sua homenagem.
Está sepultada no Cemitério Smolensk, em São Petersburgo. A ornamentação foi acrescentada ao seu mausoléu durante o ano de 1902.